# Billy Flint
William Arthur Flint (12 tháng 3 năm 1890 - 5 tháng 2 năm 1955) là một cầu thủ bóng đá người Anh từng thi đấu ở Football League cho Notts County. Flint cũng là một first-class cricketer hoạt động giai đoạn 1919–29 thi đấu cho Nottinghamshire.